# Måneskin
Måneskin (tiếng Ý: [ˈmɔːneskin], tiếng Đan Mạch: [ˈmɔːnəˌske̝nˀ]; tiếng Đan Mạch có nghĩa là ánh trăng) là một ban nhạc rock người Ý đến từ Roma, bao gồm giọng ca chính Damiano David, nhạc công bass Victoria De Angelis, nhạc công guitar Thomas Raggi và tay trống Ethan Torchio. Ban nhạc được biết đến sau khi giành được vị trí á quân trong mùa thứ mười một của chương trình tìm kiếm tài năng X Factor vào năm 2017. Ban nhạc đã chiến thắng Lễ hội âm nhạc Sanremo 2021 và cuộc thi Eurovision Song Contest 2021 - với tư cách là đại diện nước Ý ở sự kiện sau cùng - với ca khúc "Zitti e buoni".

## Lịch sử

### TrướcX Factor
Các thành viên ban nhạc gặp nhau lần đầu khi là học sinh của cùng một trường trung học ở Monteverde, Rome. Họ quyết định thành lập ban nhạc vào năm 2016. Tên của ban nhạc được chọn khi họ phải đăng ký Pulse, một cuộc thi âm nhạc địa phương dành cho các ban nhạc mới nổi. Trong khi động não, De Angelis, người mang nửa dòng máu Đan Mạch, được các bạn trong ban nhạc yêu cầu phát ra một số từ tiếng Đan Mạch, và họ đồng ý đặt tên cho nhóm nhạc là Måneskin ("ánh trăng"), mặc dù ý nghĩa của nó không liên quan đến bản thân ban nhạc. Cuộc thi Pulse cũng đánh dấu một bước ngoặt trong sự nghiệp của họ, khi họ phải bắt đầu viết bài hát cho riêng mình. Cuộc thi đã đưa họ đến biểu diễn tại Felt Music Club & School, và sau đó họ đã giành được giải nhất.
Sau đó, họ biểu diễn như những người hát rong trên các đường phố của quận Colli Portuensi của Rome, cũng như ở trung tâm lịch sử của Rome, bao gồm cả ở Via del Corso. Một trong những buổi hòa nhạc trực tiếp đầu tiên của họ bên ngoài thành phố quê hương của họ đã diễn ra ở Faenza, tại Cuộc họp của các Hãng đĩa Độc lập năm 2016. Khoảng 30 người đã tham dự buổi biểu diễn. Sau chuyến đi ở Đan Mạch, trong đó ban nhạc cũng biểu diễn một số chương trình trực tiếp, Måneskin đã củng cố sự gắn kết của họ và bắt đầu chơi với nhau vài giờ mỗi ngày.

### X Factor
Ban nhạc đã trở nên nổi tiếng sau khi kết thúc ở vị trí thứ nhì trong mùa thứ mười một của chương trình tài năng Ý X Factor vào năm 2017.